# Полковий суд
Полковий суд — судовий орган Гетьманщини що діяв в 17 — 18 століттях. Полковий суд здійснював свою діяльність на території відповідного козацького полку в Україні. Полковий суд розглядав кримінальні і частково, цивільні справи керуючись переважно звичаєвим правом, згодом частково Литовськими статутами. Полкові суди були утворені в козацьких полках як військово-польові. Вони розглядали значну кількість цивільних та кримінальних справ рядового козацтва і сотенної старшини. В той же час вони були апеляційною інстанцією щодо сотенних судів та судів сільських отаманів. Функції судді до 1715 року виконували полковники.
Полковий суддя як помічник полковника з'явився під час правління гетьмана Дем'яна Многогрішного, він як призначався, так і звільнявся виключно з волі полковника. Постійного помешкання для засідання полковий суд в той час, не мав. Зазвичай, він засідав у магістратах,ратушах, а іноді і в корчмах. До складу полкового суду входили: полковник, полковий суддя, писар, а також туди входили городовий отаман, війт та бурмистри. У виняткових випадках замість полковника засідав осавул чи полковий обозний. У 2-й половині 18 століття на засіданнях полкового суду була присутня і громада (мешканці міста, містечка чи села), яка досить нерідко відігравала роль: свідків, позивача, експертів і здійснювала значний вплив на остаточний результат справи. В 1715 році відбулося розмежування владних повноважень полковника та полкового суду. В цей період суддя обирався полковою старшиною. З 1722 року цей орган став визнаватися як самостійний судовий орган. Також в цей період виникла судова канцелярія. У 1728—1730 роках запроваджена посада писаря полкового суду, а також комісія, в яку входили два полкові урядовці та один (я часом — два) значковий товариш (він обирався полковою канцелярією терміном на 3 місяці). Коли відбувався розгляд певних кримінальних справ обов'язково мав бути присутнім полковник відповідного полку, який мав вирішальний голос. В той час як апеляційною інстанцією для полкового суду був Генеральний військовий суд.